# 🇿🇦
🇿🇦 is een Unicode vlagsequentie emoji die gebruikt wordt als regionale indicator voor Zuid-Afrika. De meest gebruikelijke weergave is die van de vlag van Zuid-Afrika, maar op sommige platforms (waaronder Microsoft Windows) ziet men de letters ZA.
De vlagsequentie is opgebouwd uit de combinatie van de Regional Indicator Symbols 🇿 (U+1F1FF) en 🇦 (U+1F1E6), tezamen de ISO 3166-1 alpha-2 code ZA voor Zuid-Afrika vormend.
Deze emoji is in 2010 geïntroduceerd met de Unicode 6.0-standaard.

## Gebruik

De landsvlag van Zuid-Afrika

Deze emoji wordt gebruikt als regionale aanduiding van Zuid-Afrika.

## Codering

De Emoji One-implementatie

### Unicode
In Unicode vindt men de 🇿🇦 met de codesequentie U+1F1FF U+1F1E6 (hex).

### Shortcode
Er zijn shortcodes  voor 🇿🇦; in Github kan deze opgeroepen worden met :south africa:,  in Slack kan het karakter worden opgeroepen met de code :flag-za:.